# كيوشي ناكامورا
كيوشي ناكامورا (باليابانية: 中村清؛ بالكانا: なかむら きよし) هو منافس ألعاب قوى ياباني، ولد في 1 يونيو 1913، وتوفي في 25 مايو 1985 بسبب غرق.

## وصلات خارجية
- كيوشي ناكامورا على موقع أوليمبيديا (الإنجليزية)